# Johann Martin Rubert
Johann Martin Rubert, även känd som Rubbert eller Rupert, född omkring 1614 i Nürnberg, död 1677, var en tysk kompositör och organist.
År 1640 blev Rubert organist vid Nikolaikyrkan i Stralsund. Han komponerade delsånger, violinduetter och kantater. Rubert var en av de första kompositörerna som lade in icke-dans satser i danssviter. 